# Leucocroton wrightii
Leucocroton wrightii är en törelväxtart som beskrevs av August Heinrich Rudolf Grisebach. Leucocroton wrightii ingår i släktet Leucocroton och familjen törelväxter.
Artens utbredningsområde är Kuba. Inga underarter finns listade i Catalogue of Life.